# 울산중부경찰서
울산중부경찰서(蔚山中部警察署, Ulsan Jungbu Police Station)는 울산광역시경찰청이 관할하는 경찰서 중 하나이다. 울산광역시 중구 일대를 관할한다. 울산광역시 중구 번영로 620(남외동)에 위치하고 있다.
서장은 총경으로 보한다.

## 연혁
- 1906년 10월 18일: 경상남도경무서 울산분서 설치[3]
- 1908년 7월 28일: 울산경찰서로 변경[4]
- 1979년 10월 16일: 울산남부경찰서 분리
- 1991년 12월 3일: 울산동부경찰서 분리
- 1992년 10월 17일: 울산중부경찰서로 변경
- 2001년 12월 27일: 울산서부경찰서(現 울산울주경찰서) 분리
- 2020년 11월 : 울산북부경찰서 분리

## 조직
| - 청문감사관 - 경무과 - 생활안전과 | - 112종합상황실 - 여성청소년과 - 수사과 | - 형사과 - 경비교통과 - 정보보안과 |

## 관할 파출소 및 지구대
울산중부경찰서는 3개 지구대와 2개 파출소를 산하에 두고 있다.
| 명칭       | 사진 | 주소              | 관할구역                            | 치안센터 |
| ---------- | ---- | ----------------- | ----------------------------------- | -------- |
| 병영지구대 |      | 중구 병영성7길 11 | 병영1·2동, 복산동                   |          |
| 태화지구대 |      | 중구 화진5길 42   | 태화동, 우정동, 다운동              |          |
| 학성지구대 |      | 중구 학산로 7     | 학성동, 성남동, 옥교동, 북정동 일부 |          |
| 반구파출소 |      | 중구 반구정10길 4 | 반구1·2동                           |          |
| 성안파출소 |      | 중구 성안로 257   | 북정동 일부                         |          |

## 같이 보기
- 울산광역시경찰청